# 卡彭特斯波因特 (紐約州)
卡彭特斯波因特（英語：Carpenter's Point）是位於美國紐約州奧蘭治縣的非建制地區。

## 地理
卡彭特斯波因特所處的海拔為高於海平面7米（即23英呎），而該地所採用的時區為UTC-5，即北美东部时区（EST）。同時該地設有夏令時間，為UTC-5調快一小時，即UTC-4（EDT）。